# Torres Vedras
Torres Vedras é uma cidade portuguesa de 19.528 habitantes (2021), do Distrito de Lisboa, situada na histórica província da Estremadura, integrada na Comunidade Intermunicipal do Oeste da NUTII do Oeste e Vale do Tejo.
É sede do Município de Torres Vedras que tem uma área total de 407,15 km², 83.075 habitantes em 2021 e uma densidade populacional de 204 habitantes por km², subdividido em 13 freguesias. O município é limitado a norte pelo município da Lourinhã, a nordeste pelo Cadaval, a leste por Alenquer, a sul por Sobral de Monte Agraço e Mafra e a oeste pelo Oceano Atlântico.

## Freguesias
O município encontra-se subdivido em 13 freguesias:
- A dos Cunhados e Maceira
- Campelos e Outeiro da Cabeça
- Carvoeira e Carmões
- Dois Portos e Runa
- Freiria
- Maxial e Monte Redondo
- Ponte do Rol
- Ramalhal
- Santa Maria, São Pedro e Matacães
- São Pedro da Cadeira
- Silveira
- Turcifal
- Ventosa

## Demografia

### População
Dado aos dados dos Censos 2021, o município de Torres Vedras registou 83 075 habitantes, mais 3607 habitantes em comparação com os Censos de 2011, onde foram registados 79 465 habitantes. O crescimento populacional situou-se nos 4,5%, dos quais oito das treze freguesias registaram um crescimento no número de habitantes.
| Freguesia                         | Habitantes (2021) | Habitantes (2011) | Variação |
| --------------------------------- | ----------------- | ----------------- | -------- |
| A dos Cunhados e Maceira          | 11 568            | 10 391            | +11,3%   |
| Campelos e Outeiro da Cabeça      | 3795              | 3667              | +3,5%    |
| Carvoeira e Carmões               | 2200              | 2414              | –8.9%    |
| Dois Portos e Runa                | 2787              | 3128              | –10,9%   |
| Freiria                           | 2436              | 2461              | –1,0%    |
| Maxial e Monte Redondo            | 3222              | 3546              | –9,1%    |
| Ponte do Rol                      | 2547              | 2444              | +4,2%    |
| Ramalhal                          | 3631              | 3472              | +4,6%    |
| Santa Maria, São Pedro e Matacães | 27 780            | 25 717            | +8,0%    |
| São Pedro da Cadeira              | 5217              | 5077              | +2,8%    |
| Silveira                          | 9332              | 8530              | +9,4%    |
| Turcifal                          | 3591              | 3342              | +7,5%    |
| Ventosa                           | 4966              | 5276              | –5,9%    |
| Torres Vedras                     | 83 072            | 79 465            | +4,5%    |

### Evolução demográfica
- Dados transcritos, em 4 de fevereiro de 2016, dos censos populacionais divulgados pelo Instituto Nacional de Estatística

| Número de habitantes | Número de habitantes | Número de habitantes | Número de habitantes | Número de habitantes | Número de habitantes | Número de habitantes | Número de habitantes | Número de habitantes | Número de habitantes | Número de habitantes | Número de habitantes | Número de habitantes | Número de habitantes | Número de habitantes | Número de habitantes |
| -------------------- | -------------------- | -------------------- | -------------------- | -------------------- | -------------------- | -------------------- | -------------------- | -------------------- | -------------------- | -------------------- | -------------------- | -------------------- | -------------------- | -------------------- | -------------------- |
| 1864                 | 1878                 | 1890                 | 1900                 | 1911                 | 1920                 | 1930                 | 1940                 | 1950                 | 1960                 | 1970                 | 1981                 | 1991                 | 2001                 | 2011                 | 2021                 |
| 24 268               | 27 746               | 32 269               | 35 726               | 38 993               | 41 790               | 47 917               | 52 143               | 56 514               | 58 837               | 56 814               | 65 039               | 67 185               | 72 250               | 79 465               | 83 072               |

(Obs.: Número de habitantes "residentes", ou seja, que tinham a residência oficial neste concelho à data em que os censos  se realizaram.)
| Número de habitantes por Grupo Etário | Número de habitantes por Grupo Etário | Número de habitantes por Grupo Etário | Número de habitantes por Grupo Etário | Número de habitantes por Grupo Etário | Número de habitantes por Grupo Etário | Número de habitantes por Grupo Etário | Número de habitantes por Grupo Etário | Número de habitantes por Grupo Etário | Número de habitantes por Grupo Etário | Número de habitantes por Grupo Etário | Número de habitantes por Grupo Etário | Número de habitantes por Grupo Etário | Número de habitantes por Grupo Etário |
| ------------------------------------- | ------------------------------------- | ------------------------------------- | ------------------------------------- | ------------------------------------- | ------------------------------------- | ------------------------------------- | ------------------------------------- | ------------------------------------- | ------------------------------------- | ------------------------------------- | ------------------------------------- | ------------------------------------- | ------------------------------------- |
|                                       | 1900                                  | 1911                                  | 1920                                  | 1930                                  | 1940                                  | 1950                                  | 1960                                  | 1970                                  | 1981                                  | 1991                                  | 2001                                  | 2011                                  | 2021                                  |
| 0-14 Anos                             | 13 302                                | 14 402                                | 14 590                                | 16 419                                | 17 697                                | 16 681                                | 15 995                                | 14 845                                | 15 604                                | 12 637                                | 11 311                                | 12 141                                | 10 996                                |
| 15-24 Anos                            | 6 159                                 | 6 883                                 | 7 848                                 | 8 988                                 | 8 813                                 | 10 233                                | 9 489                                 | 8 675                                 | 9 943                                 | 10 472                                | 9 757                                 | 8 336                                 | 8 922                                 |
| 25-64 Anos                            | 13 974                                | 15 335                                | 16 804                                | 19 487                                | 21 944                                | 25 573                                | 28 769                                | 28 810                                | 31 990                                | 34 403                                | 38 618                                | 43 450                                | 44 235                                |
| = ou > 65 Anos                        | 2 106                                 | 2 266                                 | 2 464                                 | 2 935                                 | 3 092                                 | 3 653                                 | 4 584                                 | 5 520                                 | 7 502                                 | 9 673                                 | 12 564                                | 15 538                                | 18 919                                |

(Obs: De 1900 a 1950 os dados referem-se à população "de facto", ou seja, que estava presente no concelho à data em que os censos se realizaram. Daí que se registem algumas diferenças relativamente à designada população residente)

### Jovens
A percentagem residentes de jovens em Torres Vedras situa-se nos 13,2%, cerca de 10 965 jovens dos 0 aos 14 anos residem no município, acima da média da sub-região do Oeste com 13,1%, acima da média da região Centro com 11,8% e abaixo da média nacional de 13,5%.
| Jovens dos 0-14 anos residentes em Torres Vedras | Jovens dos 0-14 anos residentes em Torres Vedras | Jovens dos 0-14 anos residentes em Torres Vedras | Jovens dos 0-14 anos residentes em Torres Vedras |
| Ano                                              | 2001                                             | 2011                                             | 2021                                             |
| ------------------------------------------------ | ------------------------------------------------ | ------------------------------------------------ | ------------------------------------------------ |
| %                                                | 15,7%                                            | 15,3%                                            | 13,2%                                            |
| Total jovens                                     | 11 343                                           | 12 158                                           | 10 965                                           |
| Variação                                         |                                                  | +815                                             | –1 193                                           |

### Idosos
Os Censos de 2021 mostram, que 22,8% dos residentes em Torres Vedras são idosos, cerca de 18 941 idosos acima dos 65 anos residem no município, abaixo da média sub-regional do Oeste com 24,3%, abaixo da média regional do Centro com 27% e acima da acima nacional com 22,3%.
| Idosos acima dos 65 anos residentes em Torres Vedras | Idosos acima dos 65 anos residentes em Torres Vedras | Idosos acima dos 65 anos residentes em Torres Vedras | Idosos acima dos 65 anos residentes em Torres Vedras |
| Ano                                                  | 2001                                                 | 2011                                                 | 2021                                                 |
| ---------------------------------------------------- | ---------------------------------------------------- | ---------------------------------------------------- | ---------------------------------------------------- |
| %                                                    | 17,4%                                                | 19,6%                                                | 22,8%                                                |
| Total idosos                                         | 12 571                                               | 15 575                                               | 18 941                                               |
| Variação                                             |                                                      | +3 004                                               | + 3 366                                              |

### Estrangeiros
6,2% da população residente em Torres Vedras são estrangeiros, cerca de 4 929 estrangeiros residem no município, acima da média sub-regional do Oeste com 5,9%, acima da média regional do Centro com 4% e acima da média nacional com 6,4%.
| Estrangeiros residentes em Torres Vedras | Estrangeiros residentes em Torres Vedras | Estrangeiros residentes em Torres Vedras | Estrangeiros residentes em Torres Vedras |
| Ano                                      | 2009                                     | 2014                                     | 2021                                     |
| ---------------------------------------- | ---------------------------------------- | ---------------------------------------- | ---------------------------------------- |
| %                                        | 5,3%                                     | 4,1%                                     | 6,2%                                     |
| Total estrangeiros                       | 3 831                                    | 3 285                                    | 4 929                                    |
| Variação                                 |                                          | –546                                     | +1 644                                   |

## Economia

### Principais sectores empregadores
Os sectores com mais trabalhadores é o comércio com 23,9% de todos os trabalhadores empregados em Torres Vedras, seguido pela indústria com 18,5%, a agricultura com 11,7% e a construção com 10,3%.

### Desemprego
Dado aos dados dos Censos 2021, a taxa de desemprego em Torres Vedras situava-se no ano de 2020 nos 4,5%, 0,1% acima da média sub-regional do Oeste com 4,4%, 0,1% abaixo da média regional do Centro com 4,6% e abaixo da média nacional com 5,8%.
| Taxa de desemprego em Torres Vedras | Taxa de desemprego em Torres Vedras | Taxa de desemprego em Torres Vedras | Taxa de desemprego em Torres Vedras |
| Ano                                 | 2001                                | 2011                                | 2020                                |
| ----------------------------------- | ----------------------------------- | ----------------------------------- | ----------------------------------- |
| %                                   | 3,5%                                | 7,7%                                | 4,5%                                |
| Total desempregados                 | 2 733                               | 3 940                               | 2 321                               |
| Variação                            |                                     | +1 207                              | –1 619                              |

### Poder de compra
O poder de compra de Torres Vedras situou-se nos 96,4% do poder de compra nacional, acima da média sub-regional do Oeste com 89,8%, acima da média regional do Centro com 88,7%, com Portugal como a média nacional a 100%.
| Poder de compra de Torres Vedras | Poder de compra de Torres Vedras | Poder de compra de Torres Vedras | Poder de compra de Torres Vedras |
| Ano                              | 2009                             | 2013                             | 2019                             |
| -------------------------------- | -------------------------------- | -------------------------------- | -------------------------------- |
| %                                | 96,9%                            | 94,1%                            | 96,4%                            |
| Variação                         |                                  | –2,8%                            | +2,3%                            |

### Salários
O ganho médio mensal de Torres Vedras em 2019 foi de 1 030,80€, acima da média sub-regional do Oeste com 1 019,30 €, abaixo da média regional do Centro com 1 070,70 € e abaixo da média nacional de 1 206,30€.
| Ganho médio mensal em Torres Vedras | Ganho médio mensal em Torres Vedras | Ganho médio mensal em Torres Vedras | Ganho médio mensal em Torres Vedras |
| Ano                                 | 2009                                | 2014                                | 2019                                |
| ----------------------------------- | ----------------------------------- | ----------------------------------- | ----------------------------------- |
| Total €                             | 865,50 €                            | 953,60 €                            | 1 030,80 €                          |
| Variação                            |                                     | +88,10 €                            | +77,20 €                            |

## Política
O município de Torres Vedras é administrado por uma câmara municipal, composta por um presidente e oito vereadores. Existe uma Assembleia Municipal, que é o órgão deliberativo do município, constituída por 40 membros (dos quais 27 eleitos diretamente).
O cargo de Presidente da Câmara Municipal é atualmente ocupado por Laura Rodrigues, presidente eleita em 2021 pelo Partido Socialista (PS), tendo maioria absoluta de vereadores na câmara (5). Existem ainda dois vereadores eleitos pelo Unidos por Torres Vedras (Grupo de Cidadãos) e pela coligação Afirmar Torres Vedras (PSD-CDS-PPM). Na Assembleia Municipal, o partido mais representado é novamente o PS, com 12 deputados eleitos e 11 presidentes de Juntas de Freguesia (maioria absoluta), seguindo-se a coligação Afirmar Torres Vedras (6; 2), o grupo de cidadãos Unidos por Torres Vedras (6;0) a CDU (PCP-PEV) (1; 0), o A (1; 0) e o CH (1; 0). O Presidente da Assembleia Municipal é José Manuel Correia, do PS.
| Diagrama                        | Câmara Municipal |                                     |                          | Assembleia Municipal |   |    |
|                                 |                  |                                     |                          |                      |   |    |
| Órgão                           | PS               | Afirmar Torres Vedras (PSD-CDS-PPM) | Unidos por Torres Vedras | CDU (PCP-PEV)        | A | CH |
| Câmara Municipal                | 5                | 2                                   | 2                        | 0                    | 0 | 0  |
| Assembleia Municipal            | 23               | 8                                   | 6                        | 1                    | 1 | 1  |
| dos quais: eleitos directamente | 12               | 6                                   | 6                        | 1                    | 1 | 1  |

### Eleições autárquicas[9]
| Data | %     | V     | %              | V              | %            | V            | %          | V          | %              | V              | %              | V              | %              | V              | %              | V       | %              | V         | %    | V  | %              | V   | %              | V   | % | V | % | V | %  | V  | %    | V    | %   | V   | Participação |                |
| Data | PS    | PS    | PPD/PSD        | PPD/PSD        | FEPU/APU/CDU | FEPU/APU/CDU | PCTP/ MRPP | PCTP/ MRPP | CDS-PP         | CDS-PP         | AD (1979–1983) | AD (1979–1983) | AD (Nova)      | AD (Nova)      | PSD-CDS        | PSD-CDS | GCE            | GCE       | BE   | BE | PPM            | PPM | MPT            | MPT | E | E | A | A | CH | CH | GDUP | GDUP | PRD | PRD | Participação |                |
| ---- | ----- | ----- | -------------- | -------------- | ------------ | ------------ | ---------- | ---------- | -------------- | -------------- | -------------- | -------------- | -------------- | -------------- | -------------- | ------- | -------------- | --------- | ---- | -- | -------------- | --- | -------------- | --- | - | - | - | - | -- | -- | ---- | ---- | --- | --- | ------------ | -------------- |
| Data | 1976  | 36,73 | 3              | 34,38          | 3            | 19,38        | 1          | 2,26       | -              |                |                |                |                |                |                |         |                |           |      |    |                |     |                |     |   |   |   |   |    |    |      | 2,88 | -   |     |              | 61,70 / 100,00 |
| 1979 | 34,81 | 3     | 33,33          | 3              | 21,81        | 1            | 0,77       | -          | 6,49           | -              |                |                | 73,39 / 100,00 |                |                |         |                |           |      |    |                |     |                |     |   |   |   |   |    |    |      |      |     |     |              |                |
| 1982 | 44,31 | 4     | AD (1979–1983) | AD (1979–1983) | 19,07        | 1            |            |            | AD (1979–1983) | AD (1979–1983) | 32,78          | 2              | AD (1979–1983) | AD (1979–1983) | 69,57 / 100,00 |         |                |           |      |    |                |     |                |     |   |   |   |   |    |    |      |      |     |     |              |                |
| 1985 | 40,49 | 4     | 28,86          | 3              | 19,46        | 2            | 1,95       | -          | 3,59           | -              |                |                |                |                | 2,93           | -       | 63,20 / 100,00 |           |      |    |                |     |                |     |   |   |   |   |    |    |      |      |     |     |              |                |
| 1989 | 47,77 | 5     | 30,54          | 3              | 15,60        | 1            |            |            | 2,48           | -              |                |                | 56,69 / 100,00 |                |                |         |                |           |      |    |                |     |                |     |   |   |   |   |    |    |      |      |     |     |              |                |
| 1993 | 43,37 | 4     | 29,76          | 3              | 18,83        | 2            | 4,20       | -          | 60,08 / 100,00 |                |                |                |                |                |                |         |                |           |      |    |                |     |                |     |   |   |   |   |    |    |      |      |     |     |              |                |
| 1997 | 47,58 | 5     | 32,84          | 3              | 11,79        | 1            | 3,72       | -          | 58,37 / 100,00 |                |                |                |                |                |                |         |                |           |      |    |                |     |                |     |   |   |   |   |    |    |      |      |     |     |              |                |
| 2001 | 41,68 | 4     | 41,47          | 4              | 10,20        | 1            | 3,10       | -          | 56,18 / 100,00 |                |                |                |                |                |                |         |                |           |      |    |                |     |                |     |   |   |   |   |    |    |      |      |     |     |              |                |
| 2005 | 49,18 | 5     | 35,58          | 3              | 8,99         | 1            | 2,04       | -          | 60,41 / 100,00 |                |                |                |                |                |                |         |                |           |      |    |                |     |                |     |   |   |   |   |    |    |      |      |     |     |              |                |
| 2009 | 61,07 | 6     | CDS-PP         | CDS-PP         | 7,47         | -            | PPD/PSD    | PPD/PSD    | 28,87          | 3              | 59,10 / 100,00 |                |                |                |                |         |                |           |      |    |                |     |                |     |   |   |   |   |    |    |      |      |     |     |              |                |
| 2013 | 54,26 | 6     | 19,72          | 2              | 8,57         | 1            | 4,53       | -          |                |                | 3,48           | -              | 1,97           | -              | CDS-PP         | CDS-PP  | CDS-PP         | CDS-PP    | 0,48 | -  | 50,87 / 100,00 |     |                |     |   |   |   |   |    |    |      |      |     |     |              |                |
| 2017 | 51,06 | 6     | CDS-PP         | CDS-PP         | 6,74         | -            | PPD/PSD    | PPD/PSD    | 31,31          | 3              | 3,17           | -              | 3,16           | -              |                |         |                |           |      |    | 53,87 / 100,00 |     |                |     |   |   |   |   |    |    |      |      |     |     |              |                |
| 2021 | 39,97 | 5     | AD (Nova)      | AD (Nova)      | 4,68         | -            | AD (Nova)  | AD (Nova)  | 18,27          | 2              |                |                | 21,53          | 2              | 2,14           | -       | AD (Nova)      | AD (Nova) | 5,18 | -  | 4,12           | -   | 54,92 / 100,00 |     |   |   |   |   |    |    |      |      |     |     |              |                |

### Eleições legislativas
| Data | %     | %     | %     | %     | %     | %     | %        | %     | %    | %     | %    | %   | %       | % | %  | %  |
| Data | PS    | PSD   | PCP   | CDS   | UDP   | AD    | APU/ CDU | FRS   | PRD  | PSN   | B.E. | PAN | PSD CDS | L | CH | IL |
| ---- | ----- | ----- | ----- | ----- | ----- | ----- | -------- | ----- | ---- | ----- | ---- | --- | ------- | - | -- | -- |
| 1976 | 37,66 | 30,14 | 13,76 | 7,73  | 1,36  |       |          |       |      |       |      |     |         |   |    |    |
| 1979 | 29,63 | AD    | APU   | AD    | 1,68  | 39,65 | 21,07    |       |      |       |      |     |         |   |    |    |
| 1980 | FRS   | AD    | APU   | AD    | 1,28  | 44,63 | 17,42    | 28,59 |      |       |      |     |         |   |    |    |
| 1983 | 39,08 | 27,09 | APU   | 8,47  | 0,57  |       | 18,82    |       |      |       |      |     |         |   |    |    |
| 1985 | 20,07 | 28,64 | APU   | 5,82  | 0,98  | 14,96 | 24,50    |       |      |       |      |     |         |   |    |    |
| 1987 | 21,25 | 52,16 | CDU   | 3,05  | 0,81  | 11,51 | 5,39     |       |      |       |      |     |         |   |    |    |
| 1991 | 27,30 | 53,85 | CDU   | 3,24  |       | 8,03  | 0,72     | 1,69  |      |       |      |     |         |   |    |    |
| 1995 | 43,16 | 35,47 | CDU   | 7,38  | 0,66  | 9,05  |          | 0,13  |      |       |      |     |         |   |    |    |
| 1999 | 44,30 | 32,01 | CDU   | 7,64  |       | 9,21  | 0,21     | 2,57  |      |       |      |     |         |   |    |    |
| 2002 | 37,81 | 41,34 | CDU   | 7,66  | 6,82  |       | 2,82     |       |      |       |      |     |         |   |    |    |
| 2005 | 44,29 | 29,60 | CDU   | 6,56  | 7,74  | 6,10  |          |       |      |       |      |     |         |   |    |    |
| 2009 | 36,75 | 28,54 | CDU   | 9,09  | 8,23  | 10,33 |          |       |      |       |      |     |         |   |    |    |
| 2011 | 24,29 | 40,29 | CDU   | 11,39 | 8,28  | 5,47  | 1,21     |       |      |       |      |     |         |   |    |    |
| 2015 | 29,90 | CDS   | CDU   | PSD   | 8,64  | 10,31 | 1,42     | 39,92 | 0,71 |       |      |     |         |   |    |    |
| 2019 | 36,85 | 25,48 | CDU   | 4,24  | 5,98  | 9,38  | 3,47     |       | 1,23 | 1,86  | 1,29 |     |         |   |    |    |
| 2022 | 39,52 | 27,51 | CDU   | 1,40  | 4,13  | 4,77  | 1,58     | 1,57  | 8,72 | 5,93  |      |     |         |   |    |    |
| 2024 | 24,44 | AD    | CDU   | AD    | 28,60 | 3,32  | 4,99     | 2,06  | 3,74 | 20,27 | 5,72 |     |         |   |    |    |
| 2025 | 20,61 | AD    | CDU   | AD    | 31,34 | 2,97  | 2,08     | 1,52  | 4,69 | 24,52 | 6,29 |     |         |   |    |    |

## Economia

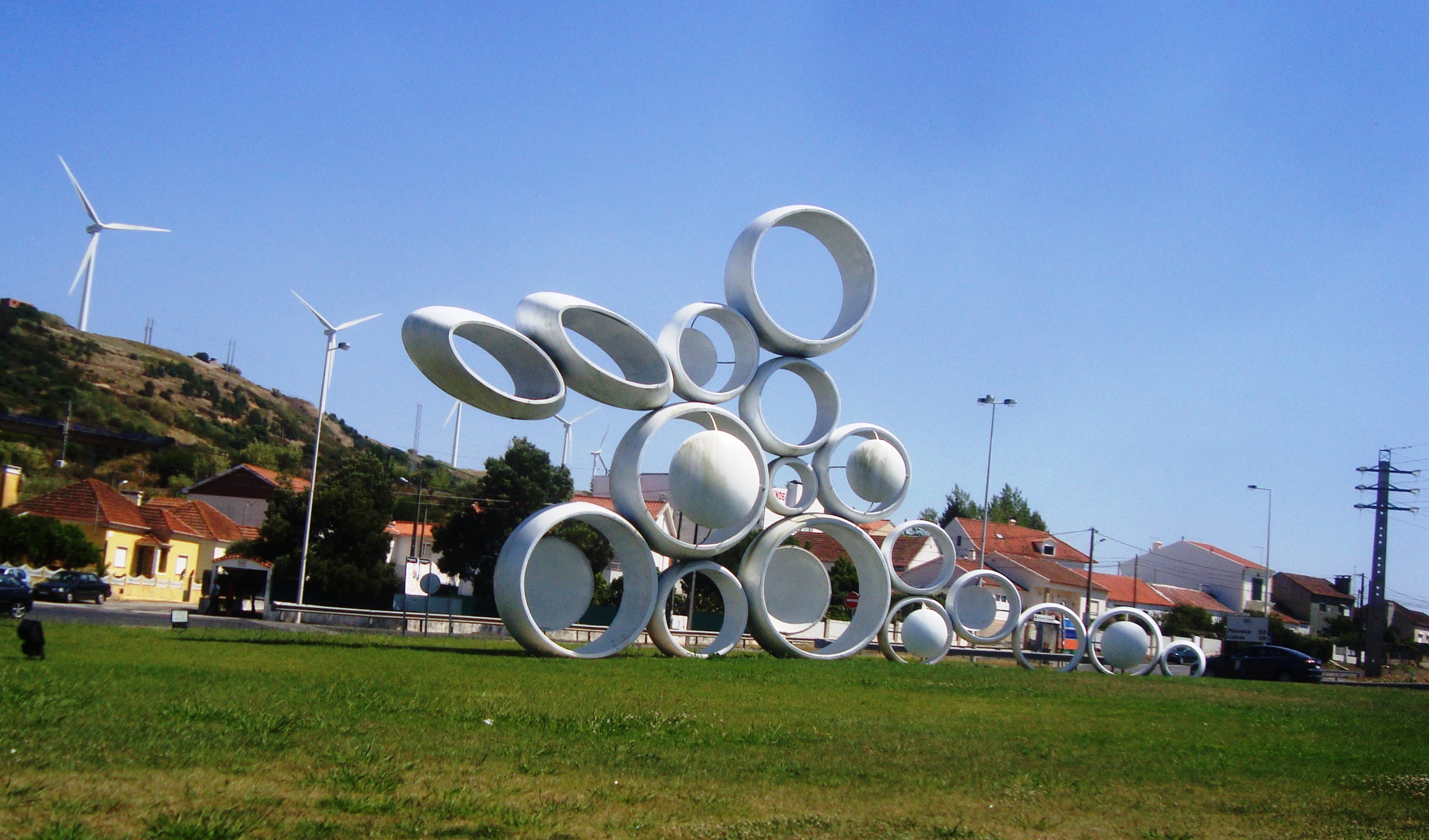
Escultura Uvas, símbolo da vitivinicultura (uma das principais actividades da região) perto do acesso sul de Torres Vedras.

A poucos quilómetros de Lisboa, Torres Vedras apresenta terras ricas em policultura (como o cultivo de feijão, batata, vinha), sendo até o concelho com maior produção de vinho a nível nacional.
A atividade agrícola, a indústria agroalimentar e metalúrgica e o comércio a retalho assumem um papel preponderante..
Torres Vedras, é ainda, um dos concelhos com maior tradição vitivinícola do país, nomeadamente nos vinhos tintos, brancos e rosés. Sendo considerada em 2018, conjuntamente com Alenquer, Cidade Europeia do Vinho.
O tecido empresarial do município de Torres Vedras é constituído por 9976 empresas (INE, 2010), das quais 27,7% assumem forma de sociedade.
Os 20 quilómetros de costa fazem ainda com que o concelho seja um ponto turístico de referência.
Em 2011, a força de trabalho no município era de 38 768 indivíduos, o que traduzia uma taxa de atividade de 48,8%

## Transportes

### Comboios
A cidade e o concelho são servidos pela Linha do Oeste, com vários comboios diários de e para Lisboa - Santa Apolónia e Mira-Sintra - Meleças, bem como para norte (Caldas, Leiria, Figueira, Coimbra…).

### Autocarros
A cidade de Torres Vedras é servida por transportes urbanos, TUT - Transportes Urbanos de Torres Vedras, em quatro linhas, operadas pela Barraqueiro Oeste: Linha Amarela, Linha Verde, Linha Vermelha, e Linha Azul. Estas linhas circulam entre as 06h00 e as 20h00 em todo a malha urbana. Existem também ligações diretas a Lisboa, de frequência muito elevada, chegando a atingir intervalos de 7 minutos nas horas de ponta.
A cidade de Torres Vedras é um hub para ligações na região Oeste, de autocarro, com ligações a Mafra, Loures, Vila Franca de Xira, Lourinhã e Santa Cruz, entre outras, com frequências de 60 minutos (em média) entre as 07h00 e as 19h00.

### Automóvel
A cidade de Torres Vedras é servida pela autoestrada A8, o principal elo de ligação na região Oeste e no distrito de Leiria. Uma viagem para Torres Vedras a partir de Lisboa ou de Loures tem como portagem 2,75€ (saída em Torres Vedras Sul) ou 3,35€ (saída em Torres Vedras Norte). A viagem demora em média 35 minutos. Por estrada nacional são ainda possíveis ligações a inúmeros pontos, como Malveira, Venda do Pinheiro, Loures, e Lisboa (55 minutos de viagem). E em direção oposta, Lourinhã, Bombarral, Óbidos, Alcobaça, Batalha e Leiria.

### Bicicletas partilhadas
A cidade de Torres Vedras fornece um sistema de bicicletas partilhadas, com o nome "Agostinhas".

## Eventos
- Carnaval de Torres Vedras
- Feira de São Pedro
- Festas da Cidade
- Carnaval de Verão em Santa Cruz, Silveira
- Ocean Spirit
- Festival Novas Invasões

### Eventos sem a organização da câmara municipal
- JS SummerFest (em 2009, 2011, 2013, 2017, 2019, 2022)
- Yes Summer Camp (em 2015 e 2024)

## Gastronomia típica
- Pastel de feijão
- Cachola
- Carracenas
- Ouriços do mar
- Caldeira de Peixes da nossa costa
- Favas estufadas com entrecosto e enchidos
- Sandes de Cozido

## Património
- Aqueduto da Fonte dos Canos
- Forte de São Vicente
- Azenha de Santa Cruz
- Castelo de Torres Vedras
- Castro do Zambujal
- Chafariz dos Canos
- Ermida de São Vicente
- Igreja e Convento da Graça
- Convento do Barro
- Convento do Varatojo
- Igreja da Misericórdia
- Igreja de Santiago
- Igreja de Santa Maria do Castelo
- Igreja de S. Pedro
- Santuário de Nossa Senhora dos Milagres (Dois Portos)

## Cultura
- Museu Municipal Leonel Trindade
- Teatro-Cine de Torres Vedras
- Centro de Interpretação das Linhas de Torres
- Centro de Artes e da Criatividade
- Centro de Interpretação Judaica
- Centro de Interpretação do Castelo de Torres Vedras
- Casa Jaime Humbelino - Fábrica das Estórias
- Paços do Conselho
- Museu Joaquim Agostinho
- Biblioteca Municipal
- Centro Ambiental
- CCC - Comunidade de Cultura e Comunicação
- Associação de Educação Física e Desportiva de Torres Vedras

## Cidades geminadas
- Villenave-d'Ornon – França
- Wellington – Inglaterra
- Lagos Portugal

## Personalidades ilustres
- Conde de Torres Vedras
- Marquês de Torres Vedras
- Ana Guiomar, atriz e apresentadora de televisão
- André Filipe Bernardes Santos, futebolista
- Cândida Pinto, jornalista
- Eugénio de Trigueiros, bispo
- João Roque, ciclista
- Joaquim Agostinho, ciclista
- Mário Campos, futebolista
- Manuel Clemente, cardeal
- Miguel Vítor, futebolista
- Nélson Pereira, futebolista
- Orlando Rodrigues, ciclista
- Susana Félix, cantora
- Tiago Ferreira, futebolista
- Cristóvão Ferreira, missionário jesuíta
- Carlos Miguel, politico ex-presidente da Câmara Municipal e ex-Secretário de Estado
- Laura Rodrigues, politica, Presidente da Câmara Municipal